# ريان فراي
ريان فراي هو لاعب كرلنغ كندي، ولد في 25 يوليو 1978 في وينيبيغ في كندا.

## وصلات خارجية
- ريان فراي على موقع الاتحاد الدولي للكرلنغ (الإنجليزية)
- ريان فراي على موقع اللجنة الأولمبية الدولية (الإنجليزية)
- ريان فراي على موقع أوليمبيديا (الإنجليزية)
- ريان فراي على موقع اللجنة الأولمبية الكندية (الإنجليزية)